# An III
XVIIe siècle |
XVIIIe siècle |
XIXe siècle
Années 1780 | Années 1790 | Ère républicaine | Années 1800 | Années 1810
1789 | 1790 | 1791 | 1792 | 1793 | an II | an III | an IV | an V | an VI | an VII | an VIII | an IX | an X
L'an III du calendrier républicain, correspond aux années 1794 et 1795 du calendrier grégorien. Cette année a commencé le 22 septembre 1794 et s'est terminée le 22 septembre 1795.
Première des trois années sextiles du calendrier républicain.

## Événements
- 7 vendémiaire (28 septembre 1794) : création de l'Ecole polytechnique.
- 19 vendémiaire (10 octobre 1794) : création du Conservatoire national des arts et métiers par l'abbé Grégoire.
- vendémiaire/brumaire (octobre) : l'armée de Jourdan entre dans les pays rhénans.
- 2 brumaire (23 octobre) : fermeture de l'École de Mars.
- 9 brumaire (30 octobre) : création de l'École normale supérieure.
- 21 brumaire (11 novembre) : fermeture du club des Jacobins.
- 18 frimaire (8 décembre) : réintégration des députés girondins à la Convention.
- En frimaire/nivôse (décembre), amnistie pour les Chouans.
- 4 nivôse (24 décembre 1794) : abolition de la loi du maximum.
- nivôse : Pichegru en Hollande.
- 4 pluviôse (23 janvier 1795) : Capture de la flotte hollandaise au Helder.
- 29 pluviôse (17 février) : accord de La Jaunaye entre Hoche et Charette pour les Chouans suspendant la guerre de Vendée.
- pluviôse/ventôse (février), création des Écoles centrales.
- 3 ventôse (21 février 1795) : rétablissement de la liberté du culte en France.
- 12 germinal (1er avril) : journée de protestations sans violence du peuple parisien contre la cherté des denrées. La Convention thermidorienne en profite pour déporter sans jugement d'anciens Montagnards.
- 16 germinal (5 avril) : traité de Bâle, paix avec la Prusse, qui reconnaît l'occupation par la France de la rive gauche du Rhin.
- 18 germinal (7 avril) : la Convention adopte le système métrique en France.
- floréal-prairial : Terreur blanche (mai-juin) : exécution entre autres de Fouquier-Tinville le 18 floréal (7 mai).
- 18 floréal (7 mai) : création du Comité de l'Artillerie, place Saint Thomas d'Aquin
- 11 prairial (30 mai) : restitution des églises.
- 14 prairial (2 juin 1795): insurrections populaires violemment réprimées à Paris (14-19 prairial (7 juin)).
- 13 messidor (1er juillet) : annexion de la Belgique.
- 27 messidor (15 juillet) : tentative de débarquement des émigrés royalistes et des Britanniques à Quiberon, repoussés par Hoche.
- 4 thermidor (22 juillet) : traité de Bâle avec l'Espagne, les Espagnols cèdent à la France l'île d'Hispaniola (Haïti) dans les Caraïbes.
- 16 thermidor (3 août) : création du Conservatoire de musique.
- 5 fructidor (22 août) : Constitution de l'an III.
- 13 fructidor (30 août) : Décret des deux-tiers.
- La France annexe les Pays-Bas autrichiens.
- Le Luxembourg devient le département des Forêts français jusqu'en 1814.

## Écoles de l'an III scientifiques
- Les Écoles de l'an III scientifiques sont les institutions d'enseignement supérieur scientifique fondées par la Convention nationale durant l'automne 1794. Ces écoles sont au nombre de trois : l'École polytechnique (7 vendémiaire an  III - 28 septembre 1794) , le Conservatoire national des arts et métiers (19 vendémiaire an III - 10 octobre 1794), l'École normale supérieure (9 brumaire an III - 30 octobre 1794)[2].

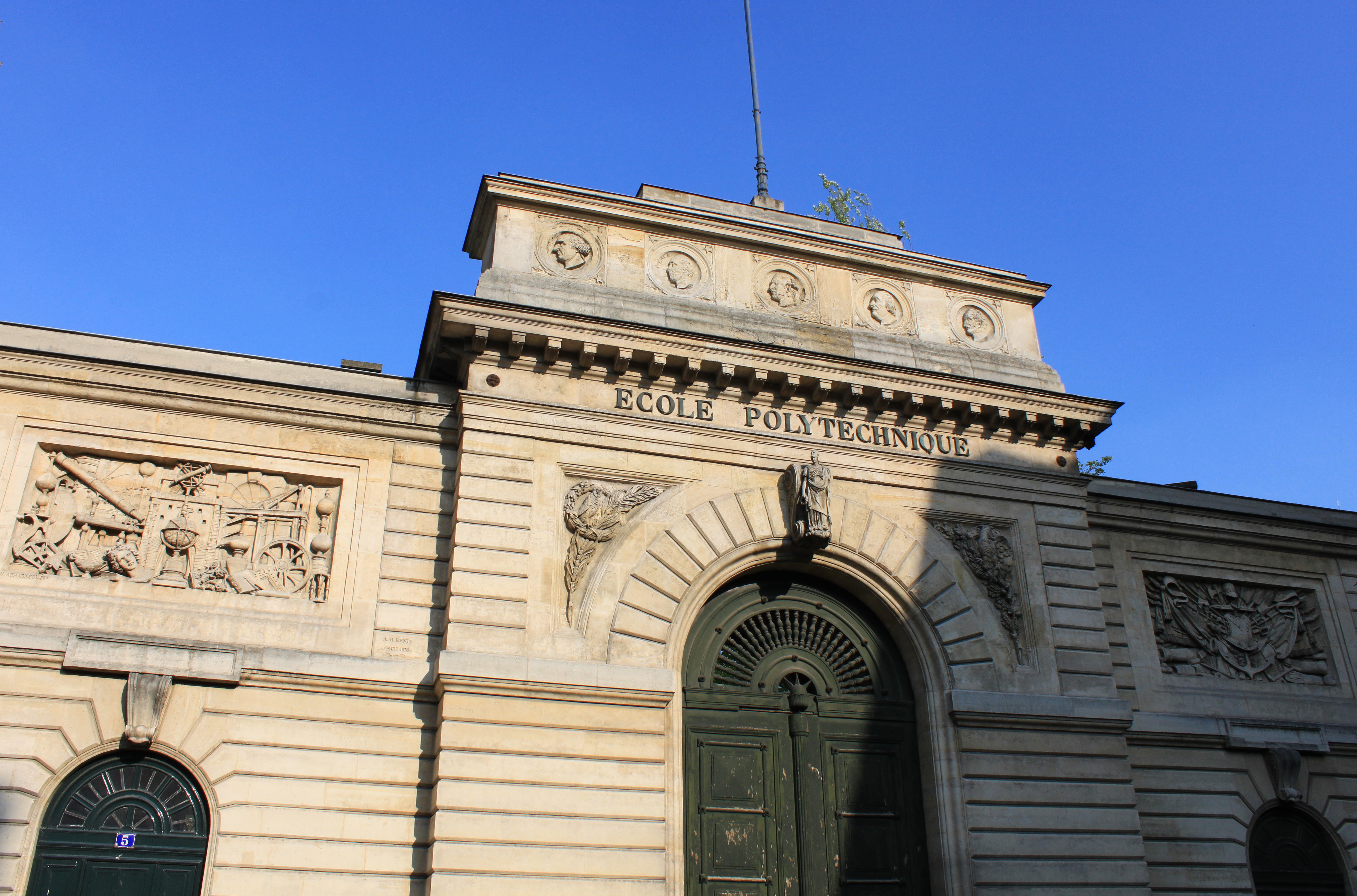
Ecole polytechnique
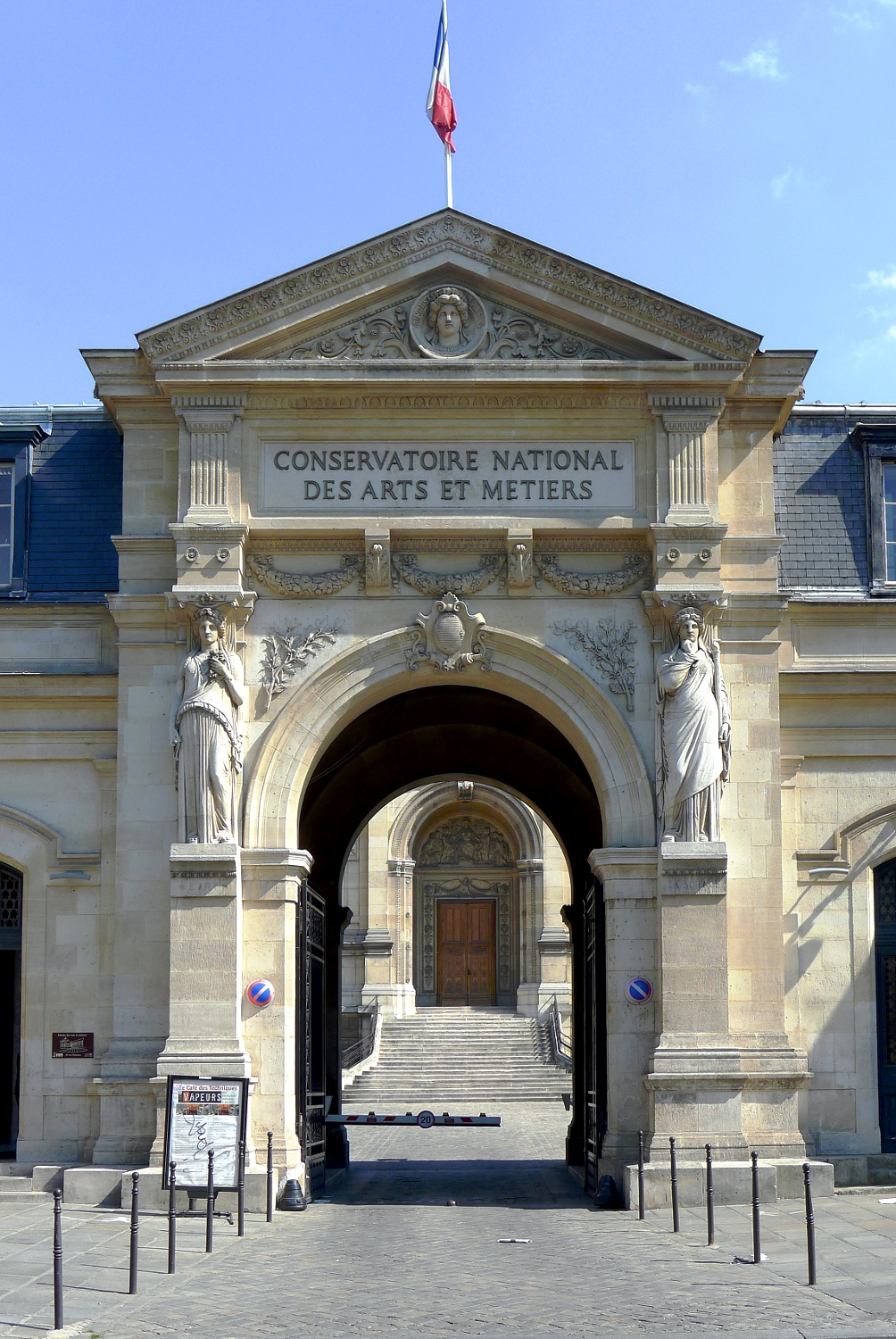
Conservatoire national des arts et métiers
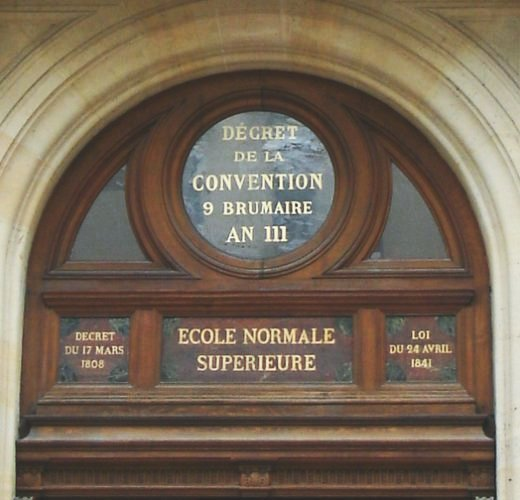
École normale supérieure

## Décès
- 20 prairial (8 juin) : l'ex-dauphin Louis (10 ans) de France, aîné des Capétiens et chef de la maison de France.